# Dragonheart

Dragonheart (en Hispanoamérica, Corazón de dragón) es una película de aventura y fantasía de 1996 dirigida por Rob Cohen, y protagonizada por Dennis Quaid, David Thewlis, Pete Postlethwaite, Dina Meyer, Julie Christie y la voz de Sean Connery.

## Sinopsis
La película empieza mostrando cómo un caballero con código de honor entrena a un joven príncipe llamado Einol. En ese momento, llega un mensaje del rey Freyne, diciendo que va a atacar ahora mismo a un pueblo. Einol entra a la batalla en la que se pretendía derrocar a su cruel padre, el rey Freyne, y resulta herido. Para poder salvarle de la muerte, su madre, la reina Aislinn, lo lleva a Draco, un anciano dragón, quien entrega una parte de su corazón al herido muchacho y cauteriza su herida con un destello de fuego. Agradecido con el dragón, el joven protector del príncipe, el caballero Bowen, promete saldar esa deuda en un futuro cercano.
Pasan los años y Einol revela ser tan brutal y despiadado como su padre, y Bowen atribuye esto al corazón del dragón, por lo que jura vengarse. Así, en el transcurso de los años Bowen se convierte en un cazador de dragones y mata a todos los que encuentra a cambio de dinero de un pueblo. Se encuentra con el hermano Gilbert, un monje aspirante a poeta, quien está impresionado por las proezas de Bowen al ver cómo mató un dragón ante sus propios ojos y como prueba le ha quitado uno de sus dientes, por lo que le sigue para narrar sus hazañas en versos épicos. Es así que, buscando a más dragones, Bowen se encuentra con Draco, el dragón que dio parte de su corazón a Einol, aunque Bown no lo reconoce, y el último de su especie que queda en el mundo.
El caballero empieza una pelea con el dragón pero Bowen decide parar la pelea luego de que el dragón plantea que, al matarlo, él perderá su trabajo como cazador de dragones. Así, caballero y dragón deciden unir fuerzas para representar una actuación conocida solo por ellos: Bowen supuestamente "caza" a Draco y luego reclama una recompensa de parte del pueblo o villa que protege por haber matado al dragón que los estuvo "aterrorizando", sin tener que perder su trabajo. Una noche, Bowen y Draco charlan un rato y Bowen menciona que una vez había odiado a un dragón cuyo corazón envenenó a un joven inocente, refiriéndose a Einol. Draco, sabiendo de lo que habla, responde que Einol nunca fue inocente, y que él mismo envenenó su alma. Comienza una discusión entre los dos pero se ve interrumpida cuando misteriosamente Draco es herido repentinamente. Entonces, Bowen coloca su capa en la herida y en ese momento piensa nombrarlo como Draco (nombre que acaba de crear debido que Draco tiene un nombre en el que es difícil de deletrear y además que Draco no le gustaba que Bowen lo estuviera llamando siempre "dragón") y así simplemente Draco acepta con agradecimiento que lo llame así.
Mientras tanto, en la aldea que ha sido atacada anteriormente, una joven llamada Kara intenta convencer al pueblo para que se rebele contra la tiranía de Einol, pero nadie la escucha. En ese momento llega Bowen y Kara lo humilla. Este propone a los aldeanos que la ofrezcan en sacrificio al dragón para apaciguar su "ira". Draco, de mala gana, se lleva a Kara a su cueva, pero nunca con intenciones de devorarla, sino de ofrecerle su amistad. Entonces aparece Einol, que buscaba a Kara después de que ésta huyera del castillo cuando la hizo prisionera, con el objetivo de convertirla en su esposa. Bowen y Einol se baten en duelo, durante el cual el segundo confiesa que nunca creyó en las lecciones de honor que le inculcó Bowen, utilizándole sólo para aprender a luchar, descubriendo así que siempre fue un malvado, dándole la razón a Draco cuando le dijo a Bowen que Einol envenenó su propia alma. Cuando está a punto de asesinar a Bowen, Draco se interpone y Einol, al reconocerlo, se asusta y escapa del lugar. 
Más tarde, Bowen y Kara se encuentran con el hermano Gilbert, de quien Bowen se había separado cuando conoció a Draco, aunque el fraile desconoce la amistad entre el caballero y el dragón. Los tres llegan a una aldea, donde Bowen trata de estafar de nuevo a los habitantes, pero la actuación de Draco sale mal y se descubre el engaño. Bowen y sus dos amigos son perseguidos por los aldeanos hasta que Draco los rescata y se los lleva volando hasta Abalon, en lugar donde yace enterrado el Rey Arturo. Allí, Draco explica cómo un sabio dragón, en tiempos antiguos, reunió a toda la especie para inculcarles que debían proteger a los seres humanos; aquellos que siguieran su legado, a su muerte, podrían acceder al Cielo de los Dragones. Entonces Draco confiesa que él fue quien le otorgó la mitad de su corazón a Einol con el fin de unir por fin al hombre y al dragón y de ganarse un lugar en el Paraíso, pero debido a que ahora la vida y, en consecuencia, la crueldad de Einol eran ilimatadas gracias al poder del corazón, Draco ya no se siente digno de tal honor. Bowen, desolado por la traición de Einol y que por culpa de ello hubiese exterminado a los últimos dragones, se separa del grupo y llega hasta la tumba de Arturo, que se le aparece en espíritu y le recuerda el código del honor de los caballeros.
Así Bowen, Draco, Kara y Gilbert deciden salvar al reino entero del dominio del cruel Einol, con la ayuda de un grupo de aldeanos que aceptan ser entrenados por el caballero para formar un ejército y acabar con el yugo del rey de una vez. Einol descubre esto y organiza una batalla contra Bowen y Draco. Este último asalta el castillo mientras que los aldeanos acribillan a los soldados, ganando la batalla. Pero cuando Gilbert trata de detener a Einol lanzando una flecha en él, la herida también afecta a Draco (quien es parte de Einol y éste es parte de él), que cae malherido y capturado en el castillo.
Bowen y sus amigos se adentran en el castillo para rescatarlo, pero son retrasados por Einol y sus hombres. La reina Aislinn, en un intento de matar a Draco para así detener para siempre a Einol, es asesinada por su propio hijo, a petición de éste, pues había descubierto que mientras él viva, Einol y su reinado de terror nunca terminarán. Finalmente, Bowen llega hasta Draco y vence al rey en un duelo pero aun sigue vivo, así el dragón le suplica que lo sacrifique para que Einol sea derrotado de una vez por todas. Bowen se niega debido a su amistad con él, en un momento Draco intenta obligarlo atacándolo pero Bowen solamente tira su hacha negándose de nuevo a matarlo. Einol aparece amenazando a Kara con matarla al mínimo movimiento, pero Draco muerde una de sus manos haciendo que el dolor se reflejara en Einol también y liberando a Kara. Así entonces Einol se lanza hacia Bowen para matarlo con una daga, dejando ya a Bowen con la decisión de matar a su amigo Draco o volver a negarse, así entonces en el último segundo toma su decisión lanzando su hacha al corazón de Draco y matando de esta manera a Einol aunque Draco muere también. Bowen, roto de dolor, se acerca al cuerpo de Draco y lo acaricia, mientras que Kara, Gilbert y los aldeanos lloran su muerte. De repente, el cadáver desaparece y el alma de Draco asciende al cielo, no sin antes de despedirse de Bowen y también respondiendo una pregunta que hizo en su cadáver de "a quien recurrir?" diciéndole "a las estrellas Bowen, a las estrellas". Así entonces los presentes observan en silencio cómo su espíritu es acogido en la constelación que forma el Cielo de los Dragones, convirtiéndose en la estrella más brillante de la misma y así Bowen y Kara guiaron al reino a una época de justicia y hermandad y cuando las cosas se ponían difíciles para Bowen la estrella de su amigo dragón muerto brillaba con mucha intensidad para todo aquello quien sabía en donde debe mirar.

## Reparto
| Personaje                      | Actor original (Estados Unidos) | Actor de voz (España) | Actor de voz (Hispanoamérica) |
| ------------------------------ | ------------------------------- | --------------------- | ----------------------------- |
| Bowen                          | Dennis Quaid                    | Salvador Vidal        | Salvador Delgado              |
| Draco (voz)                    | Sean Connery                    | Francisco Rabal       | José Lavat                    |
| Rey Einon                      | David Thewlis                   | Pep Antón Muñoz       | José Luis Reza                |
| Hermano Gilbert de Glockenspur | Pete Postlethwaite              | Claudi García         | Humberto Vélez                |
| Reina Aislinn                  | Julie Christie                  | María Luisa Solá      | Magda Giner                   |
| Kara                           | Dina Meyer                      | Alicia Laorden        | Maria Fernanda Morales        |
| Lord Felton                    | Jason Isaacs                    | Alberto Mieza         |                               |
| Brok                           | Brian Thompson                  | Alfonso Vallés        |                               |
| Hewe                           | Wolf Christian                  | Juan Carlos Gustems   |                               |
| Barba roja                     | Terry O'Neill                   | Camilo García         |                               |
| Joven Einon                    | Lee Oakes                       | Roger Pera            | Adrián Fogarty                |
| Joven Kara                     | Sandra Kovacicova               | Alicia Laorden        | María Fernanda Morales        |

## Producción
Al principio se pensó en John Badham para hacer la película, pero no le interesó, por lo que el Universal decidió que la dirigiría Patrick Red Johnson. Sin embargo él quiso que el dragón fuese creado con efectos prácticos, lo que iba a exceder el presupuesto, por lo que finalmente Rob Cohen obtuvo la dirección del proyecto. Él propuso que se utilizara CGI para crear al dragón, como los dinosaurios de Parque Jurásico, y se aceptó su propuesta al respecto.

## Recepción
La película tuvo éxito en taquilla y con el tiempo se convirtió también en culto. Por ello tuvo también dos secuelas. En cuanto a las críticas, recibió por los profesionales de la crítica unas críticas tanto positivas como negativas.